# Lijst van weg- en veldkruisen in Peel en Maas
Dit is een onvolledige lijst van weg- en veldkruisen in de gemeente Peel en Maas. Onder kruisen wordt verstaan: alle weg-, veld- en hagelkruisen ed. De kruisen op kerkhoven of op gevels en daken van gebouwen zijn buiten beschouwing gelaten.
Bij enkele kruisen staat het huisnummer aangegeven van de woning die erbij ligt.
| Adres                            | Plaats      | Plaatsingsjaar | Soort kruis      | Extra informatie                                                                                 | Foto |
| -------------------------------- | ----------- | -------------- | ---------------- | ------------------------------------------------------------------------------------------------ | ---- |
| De Bong-De Meeren                | Baarlo      | 1899           | Dankkruis        | Vermoedelijk geplaatst uit dankbaarheid voor de 80e verjaardag van Bartholomeus Bruynen          |      |
| Heuvel (bij nr. 1)               | Baarlo      | Ca. 18e eeuw   |                  | Het kruis stond vroeger op de spits van de oude kerk van Baarlo                                  |      |
| Heuvel (bij nr. 2)               | Baarlo      |                |                  |                                                                                                  |      |
| Heuvel-De Roffert                | Baarlo      |                | Hagelkruis       |                                                                                                  |      |
| Koesdonkerveldweg-Pratwinkel     | Baarlo      |                |                  |                                                                                                  |      |
| Schafelt (bij nr. 16)            | Baarlo      | 1920           |                  |                                                                                                  |      |
| Soeterbeek (bij nr. 7)           | Baarlo      | 1988           |                  |                                                                                                  |      |
| Soeterbeek (bij nr. 15)          | Baarlo      |                |                  |                                                                                                  |      |
| Soeterbeek (bij nr. 21)          | Baarlo      | Ca. 1945       | Dankkruis        | Geplaatst vanwege het feit dat de buurtschap zo goed de oorlog was doorgekomen.                  |      |
| Kanaalstraat-Eelserstraat        | Beringe     | 19e eeuw       |                  |                                                                                                  |      |
| Eelserstraat-Kaumeshoek          | Beringe     |                |                  |                                                                                                  |      |
| Hoevenstraat-Marisbaan           | Beringe     |                |                  |                                                                                                  |      |
| Hoogstraat (bij nr. 69)          | Beringe     |                |                  |                                                                                                  |      |
| Egchelseweg (bij nr. 36)         | Egchel      |                |                  |                                                                                                  |      |
| Gielenhofweg (bij nr. 19)        | Egchel      |                |                  |                                                                                                  |      |
| Gielenhofweg-Hoekerstraat        | Egchel      |                |                  |                                                                                                  |      |
| Gielenhofweg-Linkskesweg         | Egchel      |                |                  |                                                                                                  |      |
| Haambergweg (bij nr. 2)          | Egchel      |                |                  |                                                                                                  |      |
| Hoekerstraat (bij nr. 9)         | Egchel      | 2007           |                  |                                                                                                  |      |
| Hoekerstraat (bij nr. 12)        | Egchel      |                |                  |                                                                                                  |      |
| Molenheg (bij nr. 23)            | Egchel      |                |                  |                                                                                                  |      |
| Helenaveenseweg (bij nr. 76)     | Grashoek    | 1936           |                  |                                                                                                  |      |
| Marisbaan (bossen)               | Grashoek    |                |                  |                                                                                                  |      |
| Marisstraat (bij nr. 43)         | Grashoek    |                |                  |                                                                                                  |      |
| Ontginningsweg                   | Grashoek    |                |                  |                                                                                                  |      |
| Baarloseweg (bij nr. 11)         | Helden      |                |                  |                                                                                                  |      |
| Baarloseweg-Oude Dijk            | Helden      | 18e eeuw       |                  | Geplaatst vanwege een dodelijk ongeval                                                           |      |
| Driessen-Neerseweg               | Helden      |                |                  |                                                                                                  |      |
| Heldensedijk (bij nr. 121)       | Helden      |                |                  |                                                                                                  |      |
| Kloosterstraat (bij nr. 58)      | Helden      |                |                  |                                                                                                  |      |
| Kloosterstraat-Tarwe             | Helden      |                |                  |                                                                                                  |      |
| Loo                              | Helden      | 19e eeuw       |                  | Geplaatst nadat iemand door de bliksem werd getroffen                                            |      |
| Molenstraat (bij nr. 33)         | Helden      | 1910 en 1997   |                  |                                                                                                  |      |
| Molenstraat (bij nr. 107)        | Helden      | 19e eeuw       |                  |                                                                                                  |      |
| Roggelseweg (bij nr. 94)         | Helden      |                |                  |                                                                                                  |      |
| Schrames (bij nr. 9)             | Helden      | 1944           |                  | Geplaatst vanwege een dodelijk ongeval                                                           |      |
| Vosberg (bij nr. 22)             | Helden      |                |                  |                                                                                                  |      |
| Zandberg (bij nr. 6)             | Helden      | Ca. 1900       |                  |                                                                                                  |      |
| Beeselseweg-Aan de Weegbrug      | Kessel      |                |                  |                                                                                                  |      |
| Bevrijdingsweg                   | Kessel      | Mei 1980       | Bevrijdingskruis | Geplaatst als herinnering aan de oorlog 1940-1945                                                |      |
| Haagweg-Veers                    | Kessel      |                |                  |                                                                                                  |      |
| Heikampweg                       | Kessel      |                |                  |                                                                                                  |      |
| Heldenseweg-Rijksweg             | Kessel      |                |                  |                                                                                                  |      |
| Ondersteweg                      | Kessel      |                |                  |                                                                                                  |      |
| Landerdweg-Roland                | Kessel-Eik  |                |                  |                                                                                                  |      |
| Maasstraat-Sterrenbosweg         | Kessel-Eik  |                |                  |                                                                                                  |      |
| De Brentjes                      | Koningslust | 1941           | Dankkruis        |                                                                                                  |      |
| De Koningstraat-Zandstraat       | Koningslust | 1917           | Dankkruis        |                                                                                                  |      |
| Laagheide (bij nr. 7)            | Koningslust | Ca. 1900       | Dankkruis        |                                                                                                  |      |
| Breetse Peelweg-Hulsingbroek     | Maasbree    |                |                  |                                                                                                  |      |
| Hagelkruisweg-Venloseweg         | Maasbree    |                |                  |                                                                                                  |      |
| Kort Heide (doodlopend gedeelte) | Maasbree    |                |                  |                                                                                                  |      |
| Op de Kemp (bij nr. 36)          | Maasbree    |                |                  |                                                                                                  |      |
| Oude Heldenseweg-Heeske          | Maasbree    |                |                  |                                                                                                  |      |
| Rinkesfort (bij nr. 12)          | Maasbree    |                |                  |                                                                                                  |      |
| Sevenumse Dijk-Westeringlaan     | Maasbree    | 1948           | Dankkruis        | Geplaatst uit dankbaarheid voor de behouden terugkeer van vier dorpelingen na Duitse dwangarbeid |      |
| Wautersweg (bij nr. 1)           | Maasbree    |                | Hagelkruis       |                                                                                                  |      |
| Berkenheg-Eerenbeemd             | Meijel      | 19e eeuw       |                  |                                                                                                  |      |
| Hagelkruisweg (bij nr. 30)       | Meijel      | 1960           |                  | Kruis en corpus vervaardigd door Wim Rijvers                                                     |      |
| Jan Thijssensteeg                | Meijel      | Ca. 1990       |                  |                                                                                                  |      |
| Hulsweg-Kanaalstraat             | Panningen   | 19e eeuw       |                  |                                                                                                  |      |
| Haagveld (bij nr. 15)            | Panningen   | 1945           | Herdenkingskruis | Geplaatst uit dankbaarheid voor de behouden thuiskomst van vier buurtgenoten                     |      |
| Hub-Rootsdijk                    | Panningen   | Ca. 1930       | Hagelkruis       |                                                                                                  |      |
| Koninginnelaan-Ninnesweg         | Panningen   |                |                  |                                                                                                  |      |
| Ninnesweg-Nobisstraat            | Panningen   | Ca. 1900       |                  |                                                                                                  |      |
| Zelen (bij nr. 32)               | Panningen   | Ca. 1900       | Hagelkruis       |                                                                                                  |      |